# Eusebio Septimio Mari
Eusebio Septimio Mari OFMCap (* 24. März 1916 in Trasacco; † 21. Dezember 1965 in L’Aquila) war ein italienischer römisch-katholischer Ordensgeistlicher und Apostolischer Vikar von Riohacha.

## Leben
Eusebio Septimio Mari trat der Ordensgemeinschaft der Kapuziner bei und empfing am 23. Juli 1939 das Sakrament der Priesterweihe.
Am 21. Februar 1954 ernannte ihn Papst Pius XII. zum Titularbischof von Pachnemunis und zum ersten Apostolischen Vikar von Riohacha. Der Erzbischof von L’Aquila, Costantino Stella, spendete ihm am 1. Mai desselben Jahres die Bischofsweihe; Mitkonsekratoren waren der Erzbischof von Chieti, Giovanni Battista Bosio, und der Koadjutorerzbischof von Agra, Joseph Bartholomew Evangelisti OFMCap.
Mari nahm an allen vier Sitzungsperioden des Zweiten Vatikanischen Konzils teil.